# Cải họ Tiên Ti sang họ Hán
Việc thay đổi họ Tiên Ti thành họ Hán là một phần của công cuộc Hán hóa các dân tộc Ngũ Hồ, bắt đầu từ khi nhà Tây Tấn sụp đổ năm 316 khi kinh đô Trường An rơi vào tay Lưu Diệu của nhà Hán Triệu.   Việc Hán hoá đạt đến đỉnh cao cường độ dưới thời Bắc Nguỵ Hiếu Văn Đế của triều đại Bắc Ngụy vào năm 496. 

## Bối cảnh
Để chính thức hóa việc Hán hóa, một số hành động đã được Hiếu Văn Đế thực hiện trước khi đổi họ, bao gồm: 
- Năm 493, kinh đô được chuyển đến Lạc Dương, gần với đồng bằng nông nghiệp của người Hán hơn và xa rời nguồn gốc du mục.
- Vào năm 494, trang phục du mục bị bãi bỏ.
- Vào năm 495, ngôn ngữ du mục trong triều đình bị bãi bỏ.

## Thay đổi
Bắc Ngụy ra lệnh rút gọn những họ Tiên Ti có từ hai đến ba âm tiết thành một đến hai âm tiết, chuyển thành họ Hán. Các nhà sử học sau này, bao gồm cả Nguỵ Thâu, một sử gia nhà Bắc Ngụy, tác giả của Ngụy Thư, nhận thấy rằng tên viết tắt theo kiểu Hán dễ viết hơn. Do đó, ông sử dụng cả họ đã Hoá hoá sau năm 496 ngay cả khi mô tả các sự kiện liên quan đến Bắc Ngụy trước năm 496.
Năm 534, Bắc Ngụy bị chia cắt thành Đông Nguỵ và Tây Nguỵ, dưới quyền hai quyền thần lầ lượt là Vũ Văn Thái và Cao Hoan. Vũ Văn Thái, cũng là một người Tiên Ti, đã cố gắng đảo ngược những thay đổi tên này và khôi phục lại tên gọi của người Tiên Ti. Vũ Văn Thái còn ra lệnh cho các quan lại và tướng lĩnh người Hán phải đổi ngược họ Hán thành họ Tiên Ti. Một số tướng lĩnh và quan chức đã đổi lại tên của họ thành họ Tiên Ti theo yêu cầu này, bao gồm cả người sẽ thống nhất Trung Quốc sau này là Tuỳ Văn Đế Dương Kiên (楊堅), phải cải sang tên Tiên Ti là Fuluruqen (普六茹堅, Phổ Lục Như Kiên),
Năm 557, Vũ Văn Giác, con trai Vũ Văn Thái, chính thức lật đổ nhà Tây Nguỵ để tự lập làm hoàng đế nhà Bắc Chu. Năm 577, Bắc Chu Vũ Đế Vũ Văn Ung sau khi thống nhất được miền Bắc, tiến tới thống nhất Trung Hoa thì một ngột qua đời. Con trai là Tuyên Đế Vũ Văn Uân để cho triều chính rơi vào tay nhạc phụ là Dương Kiên, một người Hán. vào gần cuối thời Bắc Chu đã khôi phục vĩnh viễn việc sử dụng tên Hán cho cả người Hán và Tiên Ti. Dương Kiên đã khôi phục vĩnh viễn việc sử dụng họ Hán cho cả người Hán và Tiên Ti. Để thỏa hiệp, có một số trường hợp ngoại lệ, ví dụ, gia tộc của vợ Dương Kiên là Hoàng hậu Độc Cô vẫn giữ nguyên họ Tiên Ti là Độc Cô và không đổi họ thành Lưu nữa. 

## Họ tương ứng
Dưới đây là danh sách các họ Tiên Ti được cải thành họ Hán:
| Họ Tiên Ti     | Họ Tiên Ti | Họ Tiên Ti | Họ Hán tương ứng | Họ Hán tương ứng | Họ Hán tương ứng | Chú thích                                 |
| Hán Việt       | Pinyin     | Hán tự     | Hán Việt         | Pinyin           | Hán tự           | Chú thích                                 |
| -------------- | ---------- | ---------- | ---------------- | ---------------- | ---------------- | ----------------------------------------- |
| Thác Bạc       | Tàbá       | 拓拔       | Nguyên           | Yuán             | 元               | Họ hoàng tộc nhà Bắc Ngụy                 |
| Ất Chiên       | Yǐzhān     | 乙旃       | Thúc Tôn         | Shūsūn           | 叔孫             |                                           |
| Bạt Bạt        | Bába       | 拔拔       | Trưởng Tôn       | Zhǎngsūn         | 長孫             |                                           |
| Bạt Liệt Lan   | Bálièlán   | 拔列蘭     | Lương            | Liáng            | 梁               |                                           |
| Bát Lược       | Bōlüè      | 撥略       | Tô               | Sū               | 蘇               |                                           |
| Bộ Lục Cô      | Bùliùgū    | 步六孤     | Lục              | Lù               | 陸               |                                           |
| Bộc Lan        | Púlán      | 僕闌       | Phó              | Pú               | 僕               |                                           |
| Đạt Hề         | Dáxī       | 達奚       | Hề               | Xī               | 奚               |                                           |
| Độc Cô         | Dúgū       | 獨孤       | Lưu              | Liú              | 劉               | Sau được Tuỳ Văn Đế chấp thuận giữ nguyên |
| Hạ Lại         | Hèlài      | 賀賴       | Hạ               | Hè               | 賀               |                                           |
| Hạ Lâu         | Hèlóu      | 賀樓       | Lâu              | Lóu              | 樓               |                                           |
| Hệ Sỹ Hợi      | Xìqíhǎi    | 係俟亥     | Hợi              | Hǎi              | 亥               |                                           |
| Hột Cốt        | Gégǔ       | 紇骨       | Hồ               | Hú               | 胡               |                                           |
| Khâu Đôn       | Qiūdūn     | 丘敦       | Khâu             | Qiū              | 丘               |                                           |
| Khâu Mục Lăng  | Qiūmùlíng  | 丘穆陵     | Mục              | Mù               | 穆               |                                           |
| Ngốc Phát      | Tūfà       | 秃髮       | Nguyên           | Yuán             | 源               |                                           |
| Nhược Can      | Ruògān     | 若干       | Cẩu              | Gǒu              | 苟               |                                           |
| Nhược Khẩu Dẫn | Ruòkǒuyǐn  | 若口引     | Khấu             | Kòu              | 寇               |                                           |
| Phổ            | Pǔ         | 普         | Chu              | Zhōu             | 周               |                                           |
| Sất La         | Chìluó     | 叱羅       | La               | Luó              | 羅               |                                           |
| Thị Liên       | Shìlián    | 是連       | Liên             | Lián             | 連               |                                           |
| Uất Trì        | Yùchí      | 尉遲       | Uất              | Yù               | 尉               | Sau được chấp thuận giữ nguyên            |
| Vật Nữu Vu     | Wùnǐuyú    | 勿忸于     | Vu               | Yú               |                  |                                           |

## Một số họ Tiên Ti không bị thay đổi
Một số bộ lớn của người Tiên Ti vẫn được giữ nguyên họ cũ mà không bị cải sang họ Hán. Việc này có thể do Hiếu Văn Đế đánh giá các họ này có mức độ giống người Hán đến một chừng mực không cần phải thay đổi. Những họ này bao gồm:
| Hán Việt    | Pinyin  | Hán tự |
| ----------- | ------- | ------ |
| Thổ Dục Hồn | Tǔyùhún | 吐谷渾 |
| Hạ Nhược    | Hèruò   | 賀若   |
| Na          | Nà      | 那     |
| Dữu         | Yǔ      | 庾     |